# Verschwende Deine Jugend
Verschwende Deine Jugend (letteralmente "Sperperate la vostra gioventù") è un libro del giornalista tedesco Jürgen Teipel, pubblicato il 17 ottobre 2001. Si tratta di un romanzo-documentario sul movimento punk e sul movimento New Wave in Germania. L'autore ha infatti registrato nel suo romanzo le memorie di un centinaio di artisti della scena musicale di Berlino, Amburgo e Düsseldorf negli anni tra il 1976 ed il 1983. Il titolo del libro deriva dall'omonima canzone dei Deutsch-Amerikanische Freundschaft.